# 愛麗絲·米勒
愛麗絲·米勒（Alice Miller，1923年1月12日—2010年4月14日），是一位瑞士心理學家、心理分析師、波蘭猶太裔哲學家及作者，著作重點在兒童受暴議題。
米勒的作品《幸福童年的秘密》在1981年發行英語版即造成轟動，並暢譽國際。對於兒童受暴的後果，她的看法變得極有影響力。

## 生平
米勒出生於彼得庫夫特雷布納爾斯基，是家中最大的女兒，有一個小她五歲的妹妹。從1931年到1933年，全家住在柏林，米勒在這段時間學會德文。因納粹於1933年掌權，舉家又遷回彼得庫夫特雷布納爾斯基。少女時期的米勒，計劃逃離家鄉的猶太區，此區自1939年10月起拘禁所有猶太居民，她以Alicja Rostowska的名字在二戰時期的華沙存活下來。米勒設法將母親及妹妹帶離猶太區，父親於1941年死在猶太區裡。
1946年米勒以Alice Rostovska的名字搬往瑞士，在此她獲得巴塞爾大學的學者資格。
1949年與瑞士學者安德列·米勒（Andreas Miller）結婚，是一位波蘭天主教徒，學生時期便與她一起從波蘭搬至瑞士。他們於1973年離婚，有兩個孩子：馬汀、尤莉卡。在母親愛麗絲過世沒多久，馬汀在明鏡受訪時表示，他兒時便遭受父親的暴力──在母親的面前。馬汀一開始表示母親有出手干預，但之後便不再介入。在愛麗絲對於兒童照護的危險有所覺醒時，家庭內的暴力持續了幾十年。馬汀也提到即使有過許多次漫長的對話，他的母親仍無法和他談論關於戰時的經歷，因為愛麗絲為此而有嚴重困擾。
1953年米勒獲得哲學、心理學及社會學的博士學位。1953年、1960年，米勒學習心理分析，並於1960年及1980年在蘇黎世實行運用。
在擔任心理分析師及培訓師長達二十年之後，米勒於1980年停止分析及教職，為了能有系統地探索兒童時期 。她開始批評佛洛依德及榮格。米勒頭三本著作來自她回應自身領域盲點的研究。當第四本書發行時，她聲稱不再相信精神分析適用於任何方面。
1985年米勒寫了關於她擔任精神分析師時期的研究：「二十年來，我觀察到人們否認他們的童年創傷，理想化他們的父母並堅決抗拒他們的童年真相。」同年她從瑞士搬往南法的聖雷米。
1986年米勒以著作《你不該知道》（Thou Shalt Not Be Aware）獲得雅努什·科扎克文學獎。
在1987年4月米勒在德文版《今日心理學》的採訪上宣布她放棄精神分析接著她註銷了瑞士精神分析學會及國際精神分析學會的會員資格，因為她認為精神分析理論及運用，無法讓兒時遭虐的受害者承認此事對自己的侵擾，並解決受虐造成的影響，他們「仍然維持責怪孩童及維護父母的傳統」。
米勒其中一本書《Bilder meines Lebens》(Pictures of My Life)，出版於2006年，其書內容以1973-2005年間米勒的66幅原創畫作來展示及討論，為作者透過自己的理論及近期觀點，去探索創傷童年的情緒過程。
2010-2005年間，米勒在個人的網站上回答了數百封讀者的來信。
米勒於2010年4月14日去世，享年87歲，在她位於聖雷米的家中，因嚴重疾病和胰腺癌晚期診斷而自殺。

## 發展
米勒將創傷模型擴展到所有形式的兒童虐待，包括那些普遍可以接受的（如打屁股），米勒都稱之為「有毒的教育」，這個名詞源於由社會學家卡達麗娜‧如曲基的同名書籍《Schwarze Pädagogik》。
米勒利用心理史學分析了作家維吉尼亞·吳爾芙、法蘭茲·卡夫卡及其他人，去探尋他們的童年創傷和生命歷程的關連。
米勒的第一本著作《幸福童年的秘密》，開頭便總結了她的核心看法：
|  | 「經驗告訴我們，在治療精神疾病的過程中，我們唯一可以永久信賴的重要方法，就是去挖掘隱藏在每個人獨有的童年裡的情感經歷與事實。」 |

在1990年代，米勒堅決支持Konrad Stettbacher開發的一種新療法，後者後來被指控性虐待。米勒從瑪列拉·梅爾的著作《石器時代》（Steinzeit）認識了Stettbacher及他的療法。她聯絡了梅爾以取得治療師的名字，至那時起，米勒拒絕推薦治療師或療法。在公開信中，米勒為她的決定做出解釋，以及她如何成為Stettbacher的追隨者，但最後米勒疏遠了他及他的回溯療法。
在米勒的著作中，她謹慎地解釋「受虐」不只是身體或性的暴力，她也關注父母對子女的精神虐待，此事難以辨別及處理，因受害者會將其隔絕，可能在某些事件發生或憂鬱症狀發作，以至於需要治療之前都不會意識到這件事。
米勒將主要的精神官能症及精神疾患歸咎於施予精神虐待的父母。她堅定認為，精神疾患、成癮、犯罪及教派主義的所有狀況，皆歸根於潛意識的童年創傷所壓抑的憤怒和痛苦，在情感上沒有得到協助。在所有文化中，米勒寫道：「保護父母是我們的最高法律」，她稱道，即使是精神科醫生、精神分析師和臨床心理學家無意中都害怕將個案的精神障礙歸咎於父母。根據米勒的說法，精神衛生專業人員也是由童年時「有毒的教育」內化而成的生物。這解釋了為何「孝敬父母」這個誡命是米勒心理學派主要針對目標之一。
米勒稱電療是「抗拒記憶的運動」。在著作《The Demolition of Silence》中，她也批評心理治療師建議個案原諒虐待他們的父母，表示在回想及感受兒時痛苦的復原工作上，這件事只會造成阻礙。她的論點是，大多數治療師都害怕這件事，並在東、西方信仰中片面的詮釋下工作，這些詮釋曾經被受虐兒童反覆解釋成寬恕。米勒認為原諒不能處理憎惡，而是成人以危險的方式掩飾過去：代罪羔羊，正如她在心理傳記中討論的阿道夫·希特勒與尤尔根·巴奇，他們都遭受過父母嚴重的虐待。
對於人們為何不願意了解他們童年所遭受的虐待，米勒著作中的普遍觀點是：避免無法忍受的痛苦。她認為「因為與原始的原因斷了聯繫，他們憤怒、無助、絕望、渴望、焦慮和痛苦的情感，將會透過對別人的破壞行為表達（如犯罪行為、大規模屠殺），或是透過以自己為敵的方式表現出來（如吸毒、酗酒、嫖妓、精神紊亂、自殺）。」

### 暴力的根源
根據米勒的說法，孩童遭受毆打是暴力的根源，尤其是在他們發展大腦的前幾年。她表示這行為造成的破壞性極大，但不幸的是社會鮮少注意到。她認為當孩童被禁止抵禦暴力對他們造成的影響，孩童必定要抑制自然反應如憤怒及恐懼，成年後會將這些情緒發洩在自己的小孩或別人身上：「兒童虐待如揍打和羞辱不只造成不快樂又困惑的孩子、消極的青少年及施虐的父母，也進一步造成混亂、失能的社會。」米勒表明，只有警覺這樣的情形，才能打破暴力的循環。

## 中文出版書籍
- 《幸福童年的祕密》(Das Drama des begabten Kindes)，2014年，繁體中文版由心靈工坊出版，ISBN 978-986-357-011-0
- 《夏娃的覺醒》(Evas Erwachen)，2014年，繁體中文版由心靈工坊出版，ISBN 978-986-357-018-9
- 《身體不說謊》(Die Revolte des Körpers)，2015年，繁體中文版由心靈工坊出版，ISBN 978-986-357-033-2
- 《幸福童年的真正祕密》(Das wahre Drama des begabten Kindes:Die Tragodie Alice Millers)，2020年，繁體中文版由心靈工坊出版，ISBN 978-986-357-178-0